# Diego Fagúndez
Diego Santiago Fagúndez Pepe (Montevideo, 14 febbraio 1995) è un calciatore uruguaiano, centrocampista dei LA Galaxy.

## Palmarès
- Campionato MLS: 1

LA Galaxy: 2024